# Samnita (gladiador)

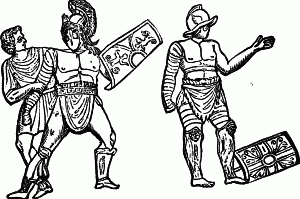
Combate entre um mirmilão e um sâmnio.

O Samnita (em latim: Samnis, plural Samnites) era um tipo de gladiador do Império Romano que lutava equipado com um equipamento idêntico ao dos guerreiros Samnitas: uma pequena espada (gládio), um escudo rectangular (scutum), uma protecção para as pernas (greva) e um elmo. Os samnitas eram os primeiros gladiadores a entrar nas lutas dos jogos romanos. Começaram a aparecer nesses jogos após a derrota de Sâmnio no século IV a.C., provavelmente como uma celebração da vitória pelos romanos. Equipando os gladiadores de estatuto mais baixo de forma semelhante aos samnitas, era uma forma de desprezo por parte dos romanos, que se tinham apoderado dos conhecimentos marciais daqueles.